# 加尔默罗会教堂 (林茨)

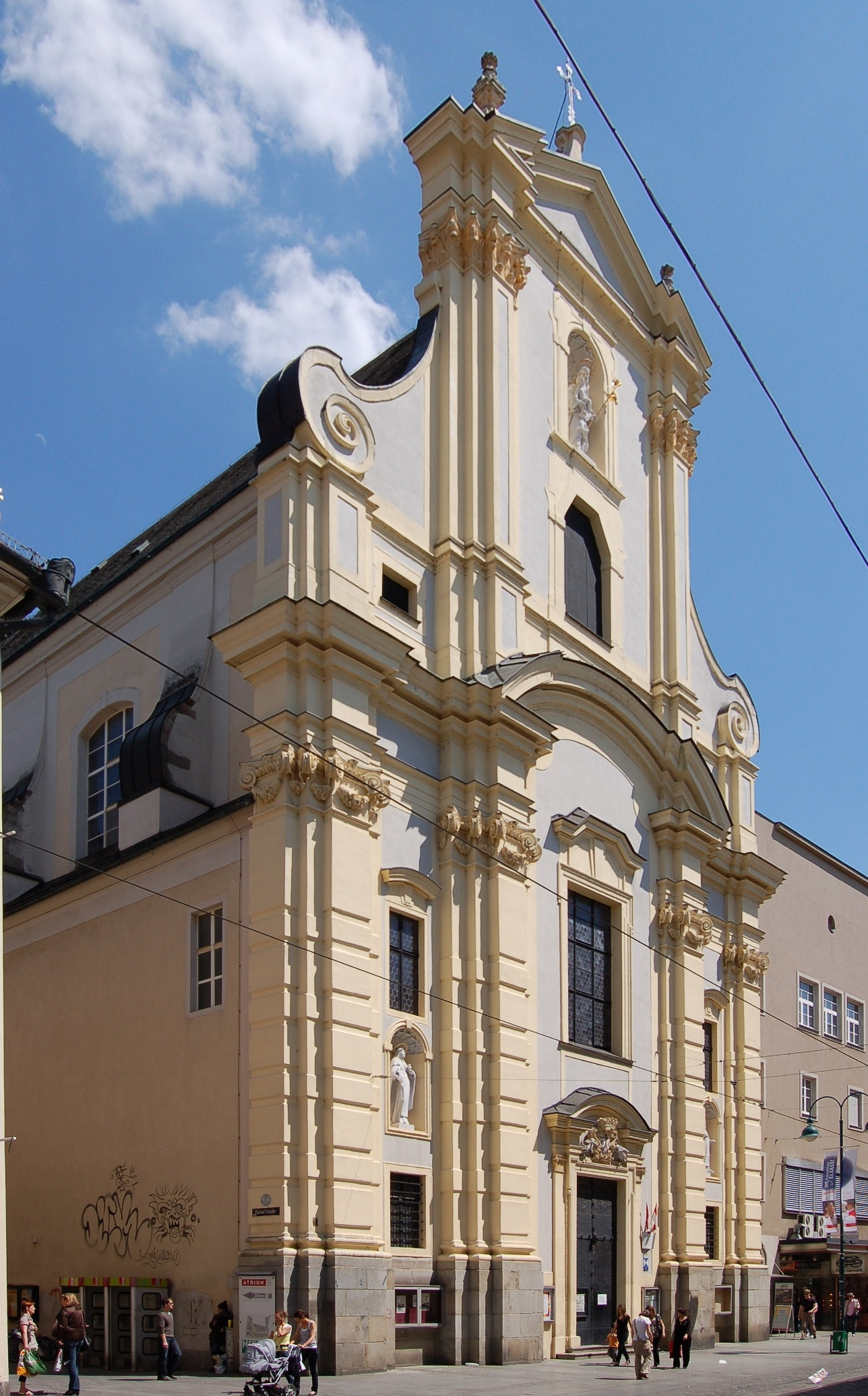

加尔默罗会教堂（Karmelitenkirche）是一座罗马天主教教堂，位于上奥地利州林茨的兰德街（Landstraße）33号，靠近吴甦乐会教堂（Ursulinenkirche）。